# Solanum juzepczukii
Espèce
Solanum juzepczukii est une espèce de plantes herbacées et tubéreuses de la famille Solanaceae originaire d'Amérique du Sud. Cette espèce triploïde est, selon la classification de Spooner (1990),  l'une des sept espèces de pomme de terre cultivées dans les Andes, les six autres étant Solanum ajanhuiri, Solanum stenotomum, Solanum phureja, Solanum chaucha, Solanum tuberosum et Solanum curtilobum.
Elle constitue avec cette dernière le groupe des pommes de terre amères (papas amargas) qui sont à la base de la production du chuño.
Cette pomme de terre a divers noms vernaculaires, dont choquepito, ococuri en espagnol. Elle est appelée luki en aymara et rucki en quechua, ce dernier terme désignant aussi Solanum curtilobum, espèce voisine aux caractéristiques proches.

## Description
Solanum juzepczukii est une plante herbacée à port semi-dressé de 40 à 80 cm de haut.
Les feuilles composées imparipennées ont de 14 à 28 cm de long sur 6 à 10 cm de large et comprennent de 5 à 7 paires de folioles latérales ovales.
Les inflorescences comprennent de 10 à 15 fleurs pentamères à corolle arrondie de 3 à 4 cm de diamètre et de couleur allant du lilas au pourpre foncé. Les fruits sont des baies globuleuses de moins de 1 cm de diamètre, de couleur verte teintée de pourpre à maturité.

## Distribution et habitat
L'aire de répartition de Solanum juzepczukii s'étend du sud du Pérou au centre de la Bolivie dans l'altiplano andin. On la trouve dans les champs cultivés entre 3000 et 4000 mètres d'altitude.

## Origine génétique
Solanum juzepczukii est une espèce triploïde (2n = 3x = 36) vraisemblablement issu de croisements naturels entre Solanum acaule (2n = 4x = 48) et Solanum stenotomum (2n = 2x = 24).
C'est une espèce qui présente une variabilité génétique limitée. Les principaux clones connus sont les suivants : Ruki, Luki, Piñaza Parina, ocka, Parko, Keta et Kaisallu.

## Utilisation
Cette espèce est cultivée depuis très longtemps dans l'altiplano pour ses aptitudes de résistance au froid, héritées de Solanum acaule. Toutefois leur teneur élevée en glycoalcaloïdes rend les tubercules immangeables à cause de leur toxicité et de leur goût amer. Pour les rendre comestibles, les anciens Incas avaient développé empiriquement un procédé de transformation en chuño qui est toujours pratiqué actuellement